# BMW K1300S
K1300S er en motorcykelmodel fra BMW (Bayerische Motoren Werke AG) og kom på markedet i 2009.
Forgængeren K1200S var den første tværstillede række-4'er fra BMW. Denne producerede 167 HK og et massivt moment.  Motorcyklens køreegenskaber rakte så langt, at rekorden på Nürburgring blev slået.
K1300S blev afløseren som skulle fjerne nogle af børnesygdommene. F.eks. var der i starten problemer med kobling og gearkasse. Dette blev løst, samtidigt blev motoren opboret med 100 cm3, hvilket gav yderlige 7 HK og et moment på 140 newtonmeter. BMW's i forvejen udmærkede ESA (elektronisk styret affjedring) blev yderligere forfinet.
En del test's har påpeget at motorcyklens feedback til køreren fra forenden ikke matcher de øvrige konkurrenter. (f.eks. ZZR1400 og Hayabusa) Dog noterer de sig, at man stadig kan have stor tillid til maskinens evne til at stå fast i svingene.
Komfortmæssigt findes der ikke mange konkurrenter, her skal det dog nævnes at sædet, af nogle, føles for blødt til lange dagsetaper. Løsningen kan være et komfortsæde med gel indlagt.
| Stub | Spire Denne motorcykel, scooter eller knallert relaterede artikel er en spire som bør udbygges. Du er velkommen til at hjælpe Wikipedia ved at udvide den. |